# باريكوكسيب
باريكوكسيب (Parecoxib) هو دواء أولي أو مساعد يذوب في الماء يعطى عن طريق الحقن منتج فالديكوكسيب. يتم تسويقه على أنه Dynastat
في الاتحاد الأوروبي. Parecoxib من نفس فئة السيليكوكسيب (سيليبريكس) وروفيكوسيب (فيوكس). كما هو الحال عن طريق الحقن، ويمكن استخدامه قبل الجراحة عند المرضى غير قادرين على أخذ الأدوية عن طريق الفم.

## الاستخدام الطبي
يستخدم طبيا من ضمن مضادات الالتهاب اللاستيروئيدية، ومن خصائصه العلاجية هو مثبط انتقائي لـCOX-2، مسكن ألم. ويقلل من إنتاج الوساطة الالتهابية عن طريق تثبيط انزيم سيكلوأكسجيناز 2.

## مضادات الاستطباب
- فرط الحساسية تجاه الأسبرين أو الأدوية المضادة للالتهاب.
- الحساسية تجاه السلفوناميدات.
- مرضى التهاب الأمعاء.
- فشل القلب المعتدل إلى الحاد.
- أمراض القلب وأمراض الشرايين المحيطية.
- الأمراض الدماغية الوعائية.
- قرحة هضمية نشطة.
- اختلال كبدي حاد.
- الحمل (الثلث 3).

.الرضاعة.

## الجرعة
- البالغين: 40 ملغ IM بطيئة أو حقن وريدي IV، ثم 20 أو 40 ملغ كل 6- 12 ساعة على النحو المطلوب، الجرعة العظمى: 80 ملغ/يوم.
- الأطفال: دون 18 سنة: غير موصى بها.
- كبار السن: دون 50 كغ: 20 ملغ IV بطيئة أو حقن IM، تكرر الجرعة إلى الحد الأقصى وقدره 40 ملغ/يوم.[7]
- احتياطات كبار السن والأطفال: قرح أو نزف، ذمة، جفاف، ارتفاع ضغط الدم، أمراض الكلى أو الكبد، العدوى المتزامنة، قد تضعف القدرة على قيادة السيارات أو تشغيل الآلات.

## التفاعلات الدوائية الضارة
- قد تؤدي إلى:

طفح، تقرحات أو أي علامات أخرى من الحساسية، ونزيف اضطرابات ونزيف الجهاز الهضم، انخفاض أو ارتفاع ضغط الدم، آلام في الظهر، وذمة، خدر، صعوبات في النوم، فقر الدم، التهاب الحلق أو صعوبة في التنفس، حكة، انخفاض كمية البول، اليرقان، تغير في وظائف الكبد، انخفاض عدد الصفائح الدموية، تورم الجلد، ظهور تقرحات أو تقشير، الفشل الكلوي، فشل القلب، النوبة القلبية، بطء القلب، عدم انتظام ضربات القلب.
- الآثار القاتلة: تأق، متلازمة ستيفنس جونسون، انحلال البشرة السامة.[8]

## قراءات إضافية
- Acta Ortop Mex. 2009Nov-Dec;23(6): 342-50 .[Systematic review to assess the effectiveness and safety of parecoxib].[Article in Spanish]Villasís-KeeverMA, Rendón-MacíasME, Escamilla-NúñezA.
- CochraneDatabase Syst Rev. 2009 Apr 15;(2):CD004771. doi: 10.1002/14651858.CD004771.pub4.Intravenous or intramuscular parecoxib for acute postoperative painin adults. Lloyd R, Derry S, Moore RA, McQuay HJ